# Normandiërs

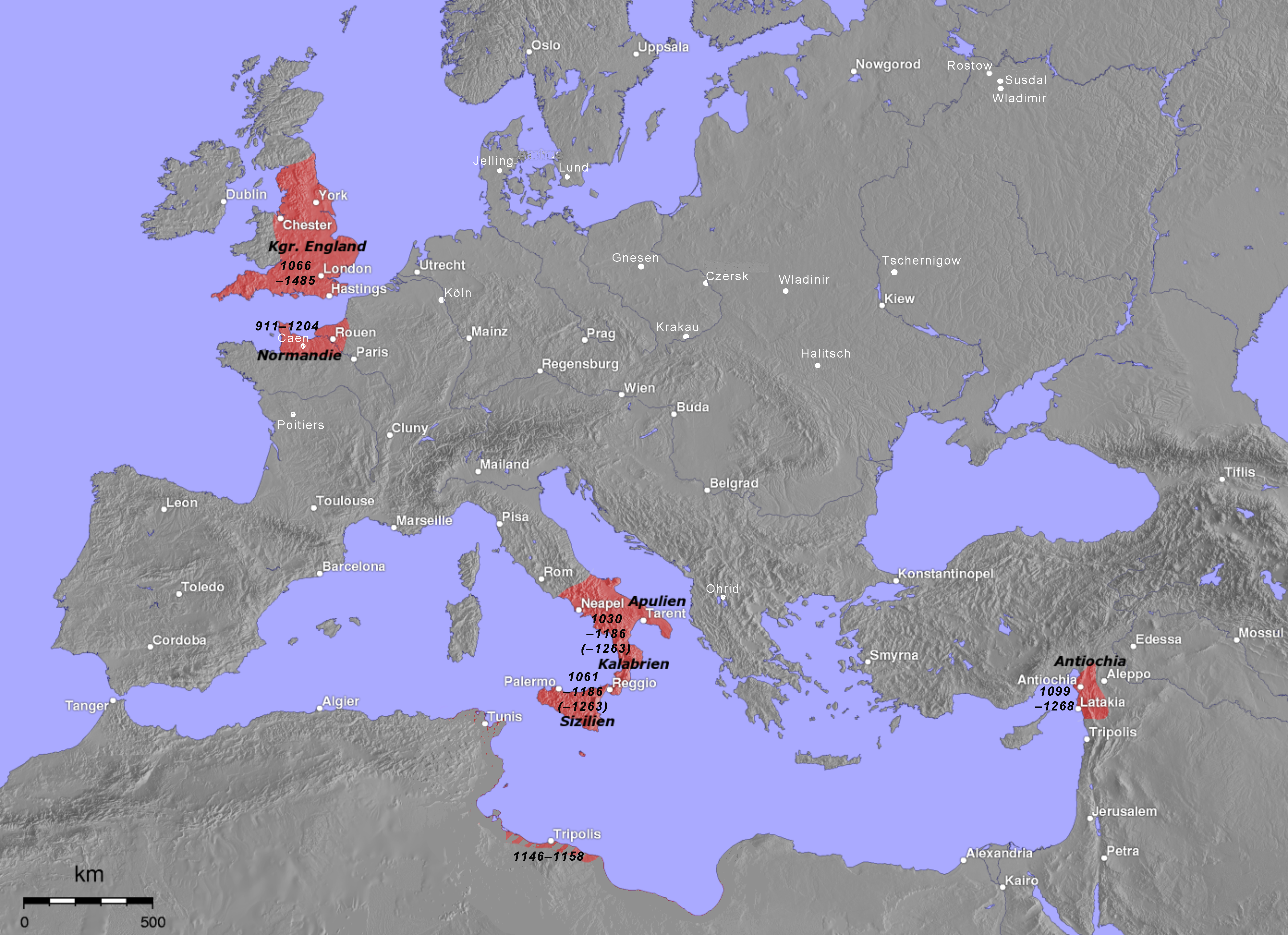
Normandische veroveringen

De Normandiërs waren een krijgsvolk uit westelijk Frankrijk. Oorspronkelijk waren zij Vikingen, in West-Europa ook wel Noormannen genoemd, uit Scandinavië die zich in de 9e eeuw in Normandië vestigden.

## Geschiedenis

### Van Viking tot Normandiër
In 911 verkreeg hun leider Hrolf of Rollo, bijgenaamd "de stapper" of "de wandelaar" van de Franse koning Karel de Eenvoudige het gebied tussen de Seine en de Noordzee in ruil voor bescherming tegen invallen van andere Viking-benden. De legende wil dat Rollo het bestand liet bezegelen door een onderdaan en dat deze krijgsman bij het kussen van de voet van de Franse koning deze omhoog wierp om hem te doen kantelen. Dit was een vroege indicatie dat de Normandiërs geen enkele intentie hadden zich als onderdanen van de Franse koning op te stellen.
Hoewel deze Rollo zich volgens heidense tradities liet begraven, staat het vast dat zijn opvolgers met volle overgave het christendom hadden geadopteerd. Vroomheid zou dan ook een van de kenmerken worden van dit krijgersvolk, dat zich in de loop van één tot twee generaties zou manifesteren als bouwers van kathedralen met een eigen architecturale stijl: de Normandisch-romaanse stijl. De opvolger van Rollo, Willem Langzwaard, was een van de grootste sponsors van de abdij van Mont St-Michel.
Niet alleen groeiden zij uit tot kundige kathedraalbouwers, eveneens groeiden zij uit tot vakkundige bestuurders. Het recept van hun succes, dat ook bij latere veroveringen gehanteerd zou worden, berustte op het principe: komen, vernietigen, veroveren. Om zich vervolgens de lokale gebruiken eigen te maken en te huwen met vrouwen uit de veroverde gebieden.
Door zich de lokale gebruiken eigen te maken, werden zij letterlijk Fransen. Zij maakten zich de Franse taal eigen en werden wijndrinkers. Toch bleven zij bepaalde aspecten van hun Scandinavische afkomst getrouw: naamgeving bijvoorbeeld. De Scandinavische/Germaanse gewoonte om familienamen te laten verwijzen naar "zoon van", namen eindigend op "son" of "sen" werd vertaald naar Franse namen met "fils de", wat later in Engelse namen zou worden verbasterd tot "fitz" zoals in "Fitzgerald" of "Fitzneil". Ook de meer wrede trekjes van hun oorsprong bleven erin zitten. Een voorbeeld hiervan was een opstand van de lokale bevolking in de jaren nadat Rollo een eigen hertogdom had verworven van de Franse koning. Van de opstandelingen werden de handen en voeten afgehakt. De opstand werd snel gebroken.
De Normandiërs hadden ook eigen gewoonten die hun oorsprong noch bij hun Scandinavische voorouders hadden, noch bij de lokale bevolkingen van de door hun veroverde gebieden. Zoals hun haardracht. Zowel op het tapijt van Bayeux als in fresco's in de kerk van Monreale op Sicilië is te zien dat de Normandiërs zich achteraan het hoofd kaal schoren tot op de kruin. Vooraan het hoofd lieten zij hun haar langer groeien, eventueel bijeengebonden.

### Consolidatie en expansie
Rollo en zijn opvolgers hebben relatief snel het hun toegezegde gebied door verovering kunnen uitbreiden tot aan de grenzen van Bretagne. Echter werden er vanuit omliggende gebieden pogingen ondernomen tot herovering. De Normandiërs, nazaten van kundige zeevaarders, hebben zich uit pure noodzaak, eveneens in de loop van één à twee generaties, moeten heruitvinden tot kundige strategen. Een van de hoekstenen van hun militaire succes was de vorming van een leger te paard, dat later zou uitgroeien tot de meest gevreesde cavalerie van Europa. Een andere hoeksteen was het in snel tempo kunnen bouwen van een mottekasteel. Deze kastelen waren perfect geschikt voor het voeren van een veroveringsoorlog. Nu nog is een groot stuk van West-Europa, bezaaid met resten van deze mottekastelen. Later zouden deze kastelen vervangen worden door stenen burchten. In de meeste Europese landen, zoals Engeland, werden burchten gebouwd vanuit de visie om de onderhorigen van een heer een schuilplaats te bieden in geval van een vijandelijke inval. De burchten van de Normandiërs hadden enkel als doel de bescherming van de gevestigde macht en waren zodoende ook in die optiek ontworpen, compact en gericht op oorlogvoering. De Tower of London is een voorbeeld van zo'n typisch Normandische burcht.

### Verovering van de Britse eilanden
In de 11e en 12e eeuw zorgden de Normandiërs voor grote veranderingen in Europa.
Onder het bewind van Willem I of Willem De Bastaard, die de geschiedenis in zou gaan als Willem de Veroveraar, werd in 1066 Engeland veroverd, na de slag bij Hastings.
De nasleep van Hastings had grote gevolgen. Engeland onderging een complete militarisatie. Nergens in Engeland stonden Normandische burchten op meer dan 100 km van elkaar af. Het bestuur en de verdeling van het land werd dusdanig gewijzigd dat tot op vandaag een meerderheid van adellijke families en grootgrondbezitters kunnen bogen op een stamboom die teruggaat tot Normandische edelen. Ook de Engelse taal zou een drastische invloed van de Normandische bezetting ondergaan, op een wijze die zich ook weer tot op vandaag nog laat voelen. Ook werden er door de vrome Normandiërs kathedralen gebouwd, zoals dat in Normandië zelf al het geval was. Waarbij telkens weer deze kathedralen van dusdanige afmetingen waren, dat ze als het ware een statement vormden: de lokale bevolking eraan herinneren dat ze een veroverd volk waren.
Ook Schotland kreeg te maken met de Normandiërs, echter op een veel minder gewelddadige wijze. De Normandiërs werden door de Schotten als het ware uitgenodigd.
In Wales daarentegen gingen de zaken veel moeizamer. Daar waar Engeland op enkele jaren tijd werd "genormandizeerd", duurde het in Wales 200 jaar, alvorens gans Wales onder de knoet lag.
Bendes Normandische huurlingen werden ook naar Ierland uitgenodigd als hulp bij interne conflicten, en de Normandiër 'Strongbow' (Sterkeboog) zou uiteindelijk hiervan gebruikmaken om meteen maar Ierland te veroveren. Wat een reactie vanuit Engeland ontlokte (Henry II, de opvolger op de troon zag zo'n concentratie van Normandische edelen buiten zijn controle vlak bij de kusten van zijn rijk niet zitten), en bijgevolg de ontscheping van een Normandisch leger, om uiteindelijk Ierland in te lijven bij Engeland als wingewest, overigens zonder weerstand.

### Verovering van Zuid-Italië
Reeds sinds de jaren dertig van de 11de eeuw waren Normandische krijgers ook geland in Zuid-Italië. Een gebied dat op de breuklijn lag van 3 mogendheden: de pauselijke staten, Byzantium en de Moren. De 3 zonen van Tancred van Hauteville, een Normandische edelman, slaagden erin om ook in Zuid-Italië vaste voet aan de grond te krijgen, door onder meer een leger uit de Duitse gebieden, te hulp geroepen door de paus, te verslaan. Een van die zonen was Robert, bijgenaamd "Guiscard". Robert Guiscard was de grondlegger van een Normandische dynastie en eerste hertog van Apulië. Zijn stiefbroer Rogier I, zou op uitnodiging van de paus, Sicilië veroveren op de Moren. Uiteindelijk groeiden Napels, Apulië en Sicilië uit tot 1 Normandisch koninkrijk onder Rogier II, het koninkrijk Sicilië, hetwelk zou uitgroeien tot een van de machtigste uit de Middeleeuwen ten tijde van de kruistochten. Wanneer Italiaanse historici vandaag nog spreken over "il regno", bedoelen zij daarmee het Sicilië onder de Normandiërs. Ook hier pasten de Normandiërs hun beproefde recept toe. En Sicilië groeide al snel uit tot een multi-etnisch koninkrijk met een hoge graad van tolerantie. In het koninkrijk van Sicilië krijgen we een andere kant te zien van de Normandiërs. Koning Rogier II en zijn nazaten stelden zich op als mecenas van de wetenschap, filosofie en kunst en vrijheid van godsdienst was verzekerd onder hun heerschappij.

### Kruistochten
Maar de Normandiërs bleven in hoofdzaak krijgers, en toen de Eerste Kruistocht werd gelanceerd, vormden de Normandiërs er het hart van. Onder meer de zoon van Willem De Veroveraar en een zoon van Tancred van Hauteville, maakten deel uit van de leiding van de Eerste Kruistocht. Deze kruistocht zou leiden tot bijkomende Normandische veroveringen: die van Antiochië en gebied in het Midden-Oosten.
De Eerste Kruistocht houdt de meer conflicterende aspecten in van de Normandische bijdrage aan de Europese wordingsgeschiedenis. Onder meer door het leger van de Normandische edelman Bohemund, zouden zulke wreedheden zijn begaan ten opzichte van de Saracenen, dat dit nog steeds in het collectieve geheugen van bevolkingen in het Midden-Oosten zit en dat tot op vandaag islamitische fundamentalisten nog altijd spreken in termen van "de kruisvaarders" wanneer zij spreken over het Westen.

### Einde van de Normandische koninkrijken
Uiteindelijk zouden de Normandiërs als volk verdwijnen. Dit was niet zozeer een bewijs van hun falen, maar vooral de sleutel tot hun succes. Zij waren niet geïnteresseerd in de zuiverheid van hun bloed. Overal waar ze kwamen pasten ze hetzelfde recept toe: verovering, assimilatie en menging met de lokale bevolking. De Normandiërs leverden eveneens een blauwdruk af waarop het latere Europese kolonialisme zich zou enten.
Uiteindelijk werd het Midden-Oosten in zijn geheel heroverd op de kruisvaarders en Antiochië kwam in handen van de Seltsjoeken uit Turkije. Het koninkrijk Sicilië werd veroverd door het Heilig Roomse Rijk. Engeland kwam in handen van de Plantagenets. En uiteindelijk verloor ook Normandië zelf haar relatieve onafhankelijkheid toen het gebied werd veroverd (1204) door de koning van Frankrijk.

### Graven en hertogen van Normandië en hun regeerperiode
- Rollo (911-930), graaf van de door de Normaniërs veroverde gebieden in Neustrië tussen Bretagne en Picardië
- Willem I van Normandië (930-942), ook Willem Langzwaard genoemd
- Richard I van Normandië (942-996), eerste hertog, ook Richard zonder Vrees genoemd
- Richard II van Normandië (996-1026), wiens dochter Eleonora huwde met graaf Boudewijn IV van Vlaanderen
- Richard III van Normandië (1026-1027), vermoedelijk vergiftigd door zijn jongere broer die hem opvolgde
- Robert de Duivel (1027-1035)
- Willem de Veroveraar (1035-1087), koning van Engeland vanaf 1066
- Robert Curthose (1087-1106)
- Hendrik I van Engeland (1106-1135)
- Stefanus van Engeland (1135-1144)
- Godfried V van Anjou (1144-1150)
- Hendrik II van Engeland (1150-1189)
- Richard I van Engeland (1189-1199)
- Jan zonder Land (1199-1204), Normandië gaat op in het koninkrijk Frankrijk na de slag bij Bouvines

## Vertaling
Voor Nederlandstaligen is het misschien verwarrend, maar de Engelse vertaling voor "normandiër" is "norman", die voor "noorman" is "northman" of "norseman", beide zijn goed. De Engelse term "norman" staat niet voor "noorman". Dit is vrij essentieel omdat in Nederlandstalige literatuur, meestal vertalingen uit Engelse literatuur of er zich op baserend, beide termen soms onterecht door elkaar gebruikt worden.